# М (истребитель)
Самолёт «М» — проект одноместного самолёта-истребителя.

## История
Проект представлял собой самолёт-истребитель типа летающее крыло с двумя турбореактивными двигателями (ТДР) РД-10 тягой по 900 кгс и трёхопорным шасси, убирающимся в полете. Четыре 23-мм пушки (или две 23-мм и две 37-мм), установленные в носовой и подкрыльевых частях фюзеляжа, должны были обеспечить высокую огневую мощь истребителя в бою. Затем был разработан однодвигательный вариант истребителя, в фюзеляже был установлен двигатель РД-45 тягой 2000 кгс с боковыми воздухозаборниками, изменены форма, размах и площадь крыла, заменены элероны на элевоны.
Работы по самолёту велись в 1947—1948, затем до осени 1952 были приостановлены. Затем проект продолжился и уже представлял собой низкоплан с треугольным крылом типа РК-5 и одним двигателем АЛ-7Ф с лобовым воздухозаборником. Была построена малая модель истребителя и запуск такой модели осуществлялся с помощью леера, затем был построен летающий планер истребителя в натуральную величину. , и хотя проект истребителя-перехватчика получил положительное заключение ЦАГИ, но в план МАП СССР в 1953 по опытному строительству новой авиационной техники эта машина включена не была.

## Технические характеристики
По расчётам максимальная скорость самолёта составила 950 км/ч, время подъёма на высоту 5000 м составляло 5 минут, дальность полёта на высоте 8000 м была 620 км, практический потолок оказался 10 000 м.